# Sorn (artista)
Chonnasorn Sajakul (em tailandês: ชลนสร สัจจกุล; romaniz.: Chonnasorn Sajakul; nascida em Bangkok, Tailândia, em 18 de novembro de 1996), mais conhecida pelo seu nome artístico Sorn (em tailandês: สร; romaniz.: Sorn; em coreano: 손; romaniz.: Son), é uma cantora tailandesa. Tornou-se conhecida após participar do programa de TV K-pop Star Hunt em 2011, onde foi campeã. Em 2015, foi oficialmente introduzida como uma das integrantes do grupo feminino sul-coreano CLC.

## Biografia
Sorn nasceu em Bangkok, na Tailândia. Desde que ela era criança, sua mãe permitiu-lhe ter aulas de canto na academia do Grammy para atingir seus objetivos em se tornar uma cantora. Ela também veio de uma família privilegiada, pois o seu pai trabalhou no parlamento tailandês. Em 2011, ela competiu no K-pop Star Hunt da tvN e foi nomeada como vencedora da primeira temporada.
Em 2013, Sorn apareceu no documentário Seoul: Capital of K-Pop (Inside K-Pop), onde discutiu sua vida como trainee e apareceu em um documentário que foi focada em sua companheira de grupo, Seunghee. Ela também fez uma colaboração com a G.NA, intitulada "Because You Are The One", cantada em inglês.
Sorn tem recebido bastante atenção por ser capaz de falar vários idiomas. Ela já deu entrevistas sobre o seu coreano de nível praticamente nativo, e além dele, ela também fala inglês e mandarim, totalizando quatro línguas.

## Carreira
Sorn foi revelada como a primeira integrante do girl group CLC. O grupo debutou oficialmente em 19 de março de 2015, com a estréia do extended play, First Love.

## Discografia

### Colaborações
| Ano  | Título                    | Artista | Álbum |
| ---- | ------------------------- | ------- | ----- |
| 2012 | "Because You Are The One" | G.NA    | Oui   |

## Filmografia

### Dramas
| Ano  | Título           | Papel  |
| ---- | ---------------- | ------ |
| 2010 | Fai Amata ไฟอมตะ | Kaiwei |

### Documentários
| Ano  | Programa                                  | Emissora       | Notas                                                                       |
| ---- | ----------------------------------------- | -------------- | --------------------------------------------------------------------------- |
| 2011 | K-Pop Star Hunt                           | tvN            | Programa de audição, Sorn ganhou para se tornar trainee na Cube             |
| 2013 | Seoul: Capital of K-Pop (Inside K-Pop)    | NAT GEO People | Sorn fez uma aparição e falou sobre sua experiência até então como trainee. |
| 2014 | Cube Entertainment's Way of Training Sorn | Arirang        | Mostra a agenda de Sorn como trainee na Cube Entertainment.                 |
| 2014 | When Charles Met Chulsoo                  | SBS            |                                                                             |